# Giuseppe Gibilisco
Giuseppe Gibilisco (* 5. ledna 1979 Syrakusy, Sicílie) je italský atlet, který se v roce 2003 stal v Paříži mistrem světa ve skoku o tyči. O rok později vybojoval na letních olympijských hrách v Athénách bronzovou medaili.
K jeho úspěchům patří také bronzová medaile z juniorského mistrovství světa v Annecy 1998, bronz z mistrovství Evropy do 23 let v Amsterdamu 2001 a stříbro ze Středomořských her 2001.